# František Mareš (pilot)
František Mareš (29. července 1919 Libětice – 10. února 2008) byl český pilot Royal Air Force v období druhé světové války.

## Život

### Před druhou světovou válkou
František Mareš se narodil roku 1919 v Liběticích. V plzeňské Škodovce se vyučil strojním zámečníkem-elektromechanikem. Byl členem aeroklubu působícího na letišti Plzni-Borech. V rámci akce 1000 nových pilotů republice absolvoval mezi lety 1936 a 1937 pilotní výcvik. Dne 20. září 1938 obdržel pilotní průkaz pro turistická letadla. Prezenční vojenskou službu absolvoval v Hradci Králové u Leteckého pluku 1.

### Druhá světová válka
Po německé okupaci opustil František Mareš 16. června 1939 Protektorát Čechy a Morava a přes Polsko odešel do Francie, kde vstoupil do zde vznikající jednotky Československé armády v zahraničí. Po absolvování poddůstojnické školy byl 29. ledna 1940 zařazen do stíhacího výcviku na letišti v Avord. Po pádu Francie se 20. června 1940 evakuoval z Le Verdon-sur-Mer lodí do Spojeného království. Do Liverpoolu dorazil 25. června. Na začátku srpna téhož roku byl přijat do Royal Air Force a po výcviku 4. listopadu 1940 v Exeteru přičleněn k 601. peruti. Dne 12. dubna 1941 si zapsal sestřel stroje Messerschmitt Bf 109, dne 16. května téhož roku pak podíl na zničení dalšího. V březnu 1942 byl přeložen k 610. peruti, u které si následně zapsal podíly na sestřelení třech dalších strojů. Po krátkém působení u 313. československé stíhací perutě přešel 11. června 1942 ke 312. československé stíhací peruti. V září téhož roku ukončil první operační turnus a začal působit jako přelétávací pilot. K druhému operačnímu turnusu nastoupil v březnu 1943 opět u 313. perutě. Koncem srpna byl z operační služby stažen, aby do konce května 1944 působil jako letecký instruktor. V červenci téhož roku se vrátil do operační služby u 310. československé stíhací perutě, kde se mu podařilo zneškodnit jednu střelu V-1. Ze zdravotních důvodů byl v listopadu 1944 nucen ukončit operační činnost.

### Po druhé světové válce
Po skončení druhé světové války se František Mareš s rodinou usadil ve Spojeném království. Provozoval autoservis, benzínovou pumpu a garáže. V roce 1990 byl povýšen do hodnosti plukovníka. Sepsal memoáry, které v Česku vyšly v roce 1999 pod názvem Úkol splněn. Zemřel v roce 2008.